# Nanterre
Nanterre (wymowaⓘ) – miasto i gmina we Francji, w regionie Île-de-France, w departamencie Hauts-de-Seine, w zespole miejskim Paryża, nad Sekwaną.
Według danych na rok 2012 gminę zamieszkiwało 90 722 osób, a gęstość zaludnienia wynosiła 7 442 osób/km². Wśród 1287 gmin regionu Île-de-France Nanterre plasuje się na 272. miejscu pod względem powierzchni.
W mieście znajduje się stacja kolejowa Gare de Nanterre-Ville.

Położenie Nanterre w ramach aglomeracji paryskiej

## Współpraca
- Krajowa, Rumunia
- Pesaro, Włochy
- Tilimsan, Algieria
- Nowogród Wielki, Rosja
- Watford, Wielka Brytania
- Żylina, Słowacja